# Perdecanay
Perdecanay (llamada oficialmente Santa María de Perdecanai) es una parroquia del municipio español de Barro, en la provincia de Pontevedra, Galicia.

## Toponimia
La parroquia también es conocida por los nombres de Santa María de Perdecanay, Santa María P. de Perdecanai y Santa María P. de Perdecanay.

## Historia
Hacia mediados del siglo XIX, el lugar, por entonces referido como una feligresía, tenía contabilizada una población de 707 habitantes. Aparece descrito en el duodécimo volumen del Diccionario geográfico-estadístico-histórico de España y sus posesiones de Ultramar de Pascual Madoz con las siguientes palabras:

PERDECANAY (Sta. Maria): felig. en la prov. de Pontevedra (2 leg.), part. jud. de Caldas de Reyes (1), dióc. de Santiago (6 1/2), ayunt. de Barro (1/4). sit. en la falda occidental del monte Acibal, donde la combaten principalmente los aires del N. y S.; el clima es algo frio y húmedo y las enfermedades comunes hidropesias y fiebres. Tiene 159 casas, repartidas en los l. de Arrotea, Balige, Canay, Balouta, Iglesia, San Marco, Lourido, Parada, Porto-Parada, Porto-Romeu, Outeiro, Rebon y Triabá; y una escuela de primeras letras, frecuentada por 18 niños de ambos sexos, que pagan al maestro 2 reales mensuales por cada uno. La igl. para. (Ntra. Sra. de la Asuncion) está servida por un cura de segundo ascenso, y patronato del arz. Tambien hay una ermita dedicada á San Marcos y San Antonio en el l. del primer nombre. Confina el térm. N. Barro; E. Fragas; S. Berducido, y O. Portela y Agudelo. El terreno es de mediana calidad; y comprende hácia el SE. las faldas del monte Acibal, en el cual nacen 2 arroyos, que reuniéndose á otros van á desaguar en el r. Umia, cerca de la v. de Caldas. Atraviesa por esta felig. el camino real que desde Pontevedra conduce á Santiago y la Coruña; el correo se recibe de la estafeta de Caldas. prod.: maiz, centeno, vino, lino, algun trigo, leña de tojo y robles, algunas castañas y frutas de todas clases; hay ganado vacuno, lanar y cabrio; caza de conejos, liebres perdices y zorros, y alguna pesca de truchas. ind.: la agrícola, molinos harineros; dedicándose muchos vecinos al oficio de canteros en el reino de Portugal. pobl.: 157 vec., 707 alm. contr.: con su ayunt. (V.).
(Madoz, 1849, p. 807)

## Organización territorial
La parroquia está formada por doce entidades de población, constando diez de ellas en el nomenclátor del Instituto Nacional de Estadística español:
- Balixe
- Balouta (Valouta)
- Canai
- Gándara (A Gándara)
- Iglesia (A Igrexa)
- Lourido
- Outeiro
- Parada
- Porto-Romeu (Porto Romeu)
- Rande
- San Antoniño (Santo Antoniño)
- Triabá

## Demografía
| Gráfica de evolución demográfica de Perdecanay entre 2000 y 2023 |
|                                                                  |
| Datos según el nomenclátor publicado por el INE.                 |

## Patrimonio
- Iglesia de Santa María.[8]